# Nemški Rovt
Nemški Rovt (IPA: [ˈneːmʃki ˈɾoːu̯t]) è un insediamento (naselje) di 105 abitanti, della municipalità di Bohinj nella regione statistica dell'Alta Carniola in Slovenia.